# Ballana fatuita
Ballana fatuita är en insektsart som beskrevs av Delong 1964. Ballana fatuita ingår i släktet Ballana och familjen dvärgstritar. Inga underarter finns listade i Catalogue of Life.